# Ella Moss Duval
Ella Moss Duval (* 20. August 1843 in Lafayette, Louisiana (Anm.); † 4. Juni 1911 in St. Louis, Missouri) war eine US-amerikanische Porträt- und Genremalerin. 

## Leben
Ella Amelia Moss wurde 1843 im Bundesstaat Louisiana geboren und verbrachte ihre Kindheit in New Orleans. Der Vater Samuel Lyons Moss (1811–1870) war Kaufmann, Baumwollmakler und Banker in New Orleans, wo er ihre Mutter Isabelle Harris (1819–1907) geheiratet hatte.
Noch im jugendlichen Alter, in den 1850er Jahren, zog sie mit ihrer Mutter und ihrem älteren Bruder Ernest Goodman (1839–1901) nach Europa, um den Gefahren des nahenden Amerikanischen Bürgerkriegs zu entgehen und den Vorteil einer ununterbrochenen Erziehung zu erlangen. Ella Moss war seit ihrer Kindheit mit einem natürlichen künstlerischen Talent ausgestattet. Sie lebten in Paris, Dresden und Düsseldorf und machten gelegentliche Ausflüge in die Vereinigten Staaten. In Dresden wohnten sie seit 1860 in der Wienerstraße 4 und 1864 in der Ammonstraße 8. In Düsseldorf wohnte sie Ende der 1860er Jahre in der Kaiserstraße, Anfang der 1870er Jahre in der Tonhallenstraße und zuletzt bis um 1877 in der Duisburger Straße. Eine fundierte Ausbildung in der Malerei erhielt Ella Moss um 1870 als Privatschülerin von Wilhelm Sohn. Dies spiegelte sich in ihrer Porträtmalerei wider, die Züge der Düsseldorfer Malerschule trug. In ihrem letzten Jahr in Düsseldorf erhielt Ella den Rompreis der Preußischen Akademie der Künste. Anstatt damit die Reise und den Jahresaufenthalt in Rom zu finanzieren, nahm sie das Geld und kehrte mit ihrer Mutter in die Vereinigten Staaten von Amerika zurück. 
In New York City eröffnete sie im Jahre 1878 ein erfolgreiches Kunststudio und etablierte sich als Porträtmalerin. Unter anderen malte sie Frank Armstrong Crawford Vanderbilt (1839–1885), die zweite Frau des Unternehmers Cornelius Vanderbilt. In den Jahren 1877 und 1878 stellte Ella Moss in der National Academy of Design aus. 
Im Jahre 1879 heiratete sie Burr Grayson DuVal (1842–1893) und zog nach Texas, wo sie in Austin bis 1883 malte und in ihrem Atelier lehrte. Unter ihren Schülern war die Malerin Ida Weisselberg Hadra (1861–1885).
In den frühen 1880er Jahren zogen die Duvals nach San Antonio, wo Ella Moss Duval in ihrem Haus in Maverick im eigenen Atelier arbeitete, hauptsächlich Porträts fertigte, und dort auch als Kunstlehrerin tätig war. Während sie ihre Kunstkarriere, befürwortete sie immer wieder die Gründung einer Kunstakademie in San Antonio. 
Ella Moss Duval verstarb im Jahre 1911 in St. Louis im Bundesstaat Missouri und wurde auf dem Dignowity Cemetery von San Antonio im Bexar County beigesetzt. Anerkennung erhielt Ella Moss Duval als Porträtmalerin und Kunstpädagogin. Außerdem war sie für ihre Genremalerei bekannt.